# Ruta de Rhode Island 2
La Ruta de Rhode Island 2 (en inglés: Rhode Island Route 2) es una carretera estatal estadounidense ubicada en el estado de Rhode Island. La carretera inicia en el Norte desde la US 1     en Charlestown hacia el Sur en la US 1     en Providence, y tiene longitud de 54,1 km (33.6 mi).

## Mantenimiento
Al igual que las autopistas interestatales, y las rutas federales y el resto de carreteras estatales, la Ruta de Rhode Island 2 es administrada y mantenida por el Departamento de Transporte de Rhode Island por sus siglas en inglés RIDOT.

## Cruces
La Ruta de Rhode Island 2 es atravesada principalmente por la Ruta 102 en North Kingstown
 I-95 en Warwick
 I-295 en Warwick.